# Après coup (film)
Pour l’article homonyme, voir Après-coup.
Pour plus de détails, voir Fiche technique et Distribution.
Après coup est un film canadien en langue française de Noël Mitrani, tourné au Québec, sorti en 2017. Le film propose une expérience psychothérapeutique permettant de mettre fin à un état de stress post-traumatique. 

## Synopsis
Après le décès tragique de la meilleure amie de sa fille, un père rongé par la culpabilité se retrouve en état de stress post-traumatique. D'abord réticent, il accepte de suivre une psychothérapie qui va le bouleverser. 

## Fiche technique
- Titre : Après coup
- Titre en anglais : Afterwards
- Réalisation : Noël Mitrani
- Scénario : Noël Mitrani
- Direction photo : Bruno Philip CSC
- Ingénieur du son : Sylvain Drolet
- Mixage : Wilfrid Beaugendre
- Montage image : Amélie Labrèche
- Musique : No End, chanson de Steven Emerson
- Production : Gapian Films
- Produit par : Noël Mitrani, Bruno Philip, Laurent Lucas
- Pays d'origine :  Canada
- Langue : français
- Format : 2,35 : 1 CinémaScope
- Caméra : Red-One
- Durée : 94 minutes
- Distributeur : La Cinémathèque québécoise
- Dates de sortie : 6 octobre 2017

## Distribution
- Laurent Lucas : Marc
- Laurence Dauphinais : Florence
- Natacha Mitrani : Marion
- Mohsen El Gharbi : Le psychologue
- Pascale Bussières : La mère d'Aurélie
- Florence Sirard : Aurélie
- Richard Fréchette : L'automobiliste
- Elliott Mitrani : Le frère d'Aurélie
- Valérie Leclair : La psychiatre
- Véronique Desève : La médecin

## Commentaire

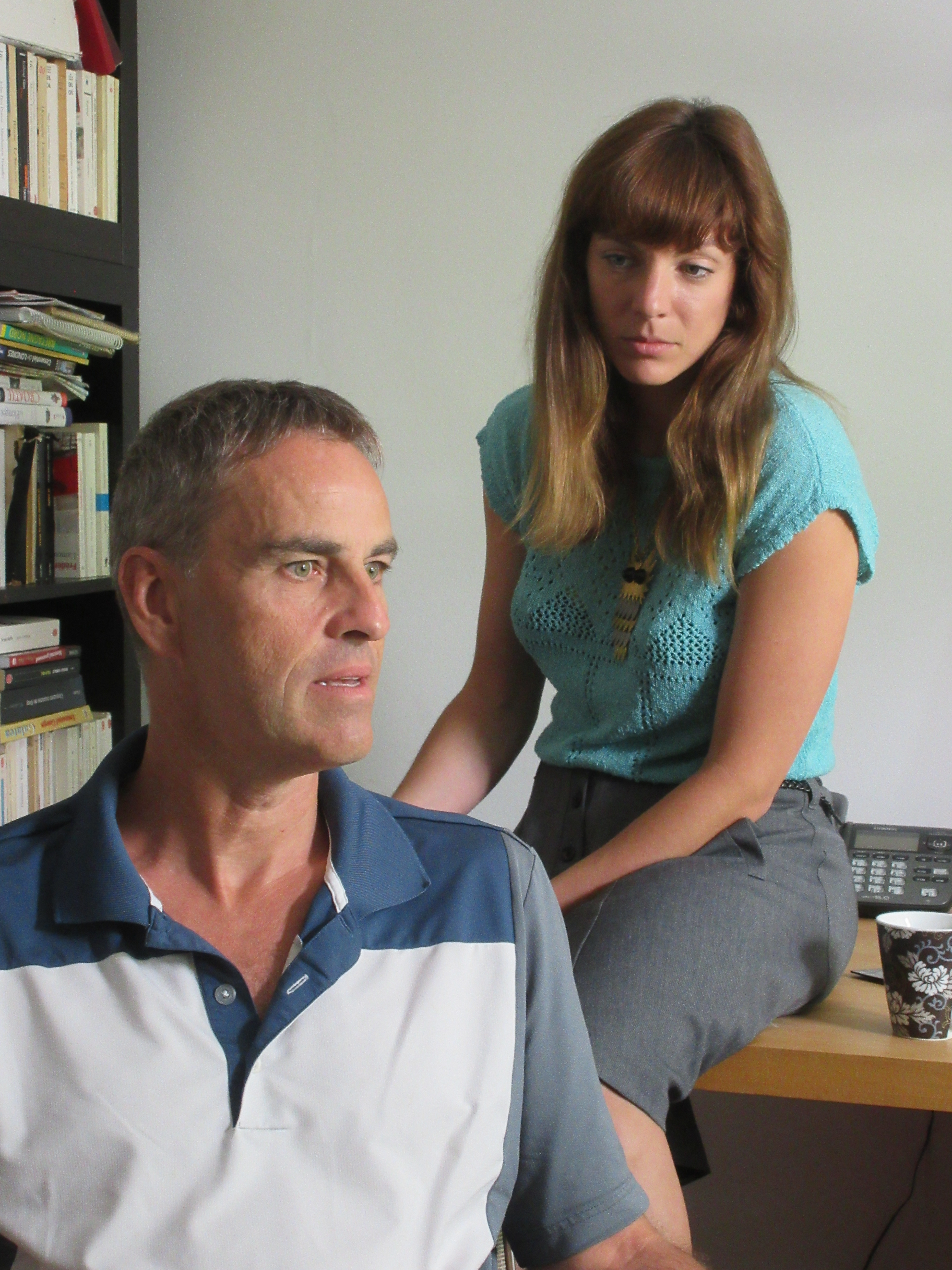
Laurent Lucas et Laurence Dauphinais sur le tournage

Après coup est un film qui porte à réfléchir sur les nouvelles techniques de guérison. L'histoire s’appuie sur deux méthodes de psychothérapie inventées dans les années 1980 et 1990 aux États-Unis. L’EMDR (Eye Movement Desencitization and Reprocessing), découvert par la psychologue Francine Shapiro, qui permet de supprimer les blocages traumatiques par des séries de mouvements oculaires et la CIAM (Communication induite après la mort) issue des travaux de recherche menés sur des vétérans de la guerre du Vietnam par le psychologue américain Allan Botkin,.
Concernant sa motivation à faire ce film, le cinéaste a déclaré dans une interview : « Ce film, je l'ai peu intellectualisé car je voulais que ce soit un film émouvant. J’avais envie, dans Après coup, de montrer une famille qui n’est pas dysfonctionnelle car j’ai l’impression qu’aujourd’hui, les films ne nous présentent que des couples ou des familles dysfonctionnelles. Ce film est un peu un film de révolte contre la plupart de la cinématographie actuelle qui est devenue tellement sociétale! Nous ne sommes plus que dans les phénomènes de société, dans ce que j'appellerais la prolongation des médias. Les films aujourd’hui sont quasiment une illustration des infos! Pour moi, ce n’est pas ça le cinéma. J’ai voulu explorer un cinéma existentiel. »
S'exprimant à propos de son rôle dans le film, Laurent Lucas a déclaré : « C'est le film dans lequel la partie émotionnelle a été la plus forte dans tout ce que j’ai fait jusqu’à présent. Sur ce film, il a fallu que je gère le morcellement des émotions, sans rien manquer. Je n'avais jamais joué un personnage qui subit un bouleversement continu. À partir du moment où le drame survient, mon personnage est totalement bouleversé à chaque instant. Ce qui est beau c’est que j’ai ressenti profondément toutes les phases du personnage. »

## Critiques
- Charles-Henri Ramond dans Films du Québec : « Mitrani compense la froideur cérébrale de la seconde moitié de son film par l'intensité - et la justesse de ton - de comédiens habités, dans des rôles qui auraient pu facilement les emporter dans le pathos et la sur-dramatisation. En tête de liste, Laurent Lucas est épaulé par la complicité de Laurence Dauphinais et par Natacha Mitrani, fille du cinéaste. Ce qui n'aurait pu être qu'un drame de plus sur la reconstruction se convertit alors en une quête intime, une ode à la famille et à la vie rendue originale et attachante par son côté mystérieux »[5].

- Kevin Halgand dans CinéCinéphile : « Grâce à des choix de mise en scène et de cadres qui n'occultent à aucun moment les personnages d’ordre secondaire, le spectateur va avoir un point de vue global sur la situation de cette famille. Ne pas se contenter de filmer le personnage troublé et torturé, mais également montrer sa façon de se comporter avec les siens. Façon de renforcer l’attachement non pas à un personnage, mais bien à toute sa famille, à tous ceux qui l’entourent. Même si passif, émotionnellement le spectateur reste en activité et ne cesse de donner intérieurement son avis sur les actions du protagoniste afin qu’il aille au mieux, afin que lui et sa famille soient heureux. Après Coup est une œuvre touchante aux personnages attachants. »[6]

- Helen Faradji dans Mediafilm : « Sans verser dans le pathos, Noël Mitrani observe la dérive d'un père tenaillé par la culpabilité. Adroite mise en lumière de travaux scientifiques sur la communication avec les morts. Réalisé avec délicatesse, l'ensemble bénéficie de la prestation habitée de Laurent Lucas. »[7]

## Festivals
- Festival du Nouveau Cinéma 2017
- Crossing The Screen Film Fest 2017
- Les Rendez-vous Québec cinéma 2018